# Rząd Christiana Kerna
Rząd Christiana Kerna – federalny rząd Republiki Austrii urzędujący od 2016 do 2017.
Gabinet powstał w trakcie XXV kadencji Rady Narodowej, wybranej w wyborach parlamentarnych w 2013. 9 maja 2016 kierujący poprzednim rządem Werner Faymann podał się do dymisji, a także ustąpił z funkcji przewodniczącego Socjaldemokratycznej Partii Austrii (SPÖ). Do czasu powołania nowego gabinetu obowiązki kanclerza przejął wicekanclerz Reinhold Mitterlehner, lider Austriackiej Partii Ludowej (ÖVP).
Współtworzące dotąd gabinet ugrupowania socjaldemokratów i chadeków porozumiały się w sprawie kontynuowania tzw. wielkiej koalicji. Na nowego kanclerza został wyznaczony Christian Kern, dyrektor generalny Österreichische Bundesbahnen. 17 maja 2016 nowy gabinet rozpoczął urzędowanie w składzie tożsamym co poprzedni rząd, jednak już następnego dnia dokonano w nim kilku zmian personalnych.
W maju 2017 nowy lider ludowców Sebastian Kurz opowiedział się za przeprowadzeniem przedterminowych wyborów, które rozpisano na październik tegoż roku.

## Skład rządu
| Funkcja                                                       | Minister                                                                        | Partia |
| ------------------------------------------------------------- | ------------------------------------------------------------------------------- | ------ |
| Kanclerz                                                      | Christian Kern                                                                  | SPÖ    |
| Wicekanclerz                                                  | Reinhold Mitterlehner (do 17 maja 2017) Wolfgang Brandstetter (od 17 maja 2017) | ÖVP    |
| Minister gospodarki                                           | Reinhold Mitterlehner (do 17 maja 2017) Harald Mahrer (od 17 maja 2017)         | ÖVP    |
| Minister finansów                                             | Hans Jörg Schelling                                                             | ÖVP    |
| Minister spraw zagranicznych i europejskich oraz integracji   | Sebastian Kurz                                                                  | ÖVP    |
| Minister rodziny i młodzieży                                  | Sophie Karmasin                                                                 | ÖVP    |
| Minister zdrowia                                              | Sabine Oberhauser (do 23 lutego 2017) Pamela Rendi-Wagner (od 8 marca 2017)     | SPÖ    |
| Minister spraw wewnętrznych                                   | Wolfgang Sobotka                                                                | ÖVP    |
| Minister sprawiedliwości                                      | Wolfgang Brandstetter                                                           | ÖVP    |
| Minister ds. sztuki, kultury, spraw konstytucyjnych i mediów  | Thomas Drozda                                                                   | SPÖ    |
| Minister obrony i sportu                                      | Hans Peter Doskozil                                                             | SPÖ    |
| Minister rolnictwa, leśnictwa, środowiska i gospodarki wodnej | Andrä Rupprechter                                                               | ÖVP    |
| Minister pracy, polityki społecznej i spraw konsumentów       | Alois Stöger                                                                    | SPÖ    |
| Minister edukacji                                             | Sonja Hammerschmid                                                              | SPÖ    |
| Minister transportu, innowacji i technologii                  | Jörg Leichtfried                                                                | SPÖ    |